# Denis Henry
Denis Stanislaus Henry, 1er baronnet, est un juriste et un homme politique britannique, né le 7 mars 1864 à Cahore (comté de Londonderry) et mort le 1er octobre 1925 à Belfast,. Il est le premier Lord Chief Justice d'Irlande du Nord de 1922 à 1925.

## Biographie
Henry naît en 1864 à Cahore, une localité du village de Draperstown (en) (comté de Londonderry), dans le Nord-Est de l'île d'Irlande. Il est le fils d'un riche homme d'affaires catholique.
Il étudie à Marist College à Dundalk, à Mount St Mary's College (en), un établissement jésuite à Chesterfield, ainsi qu'à Queen's College à Belfast. Il entre au conseil du barreau d'Irlande (en) en 1885.
Lors de la campagne des élections générales de 1885, il affiche son soutien à deux candidats unionistes : Thomas Lea (en) dans la circonscription de South Londonderry (en) et E. T. Herdman dans la circonscription de East Donegal.
Sa carrière juridique évolue : il devient conseiller de la reine en 1896, puis conseiller du barreau (en) du King's Inns (en) en 1898 et enfin Father du North-West Circuit. Toutefois, Henry ne délaisse pas la politique : il est délégué au meeting d'inauguration du Conseil unioniste d'Ulster en mars 1905 puis candidat unioniste à l'élection partielle de North Tyrone de 1907 (en), où il perd de 7 voix seulement face au candidat libéral Redmond Barry (en).
Henry est élu député lors de l'élection partielle de South Londonderry de 1916 (en),, la première du genre en Irlande depuis l'insurrection de Pâques. La rébellion n'a pas eu d'impact significatif sur ce scrutin.
Henry meurt en 1925 à Belfast à l'âge de 61 ans. Il est inhumé près de son village natal.